# Chaetodon smithi
El pez mariposa de Smith, conocido científicamente como Chaetodon smithi, es una especie de pez mariposa del género Chaetodon. 
Hasta ahora, se sabe de su presencia en el Océano Pacífico oriental, aunque se cree que está expuesto en otros lugares más lejanos como en la Isla de Pascua. Habita en los arrecife de coral o en las zonas rocosas llenas de algas, aunque su alimento preferido es el plancton.
Este pez es bastante particular a las otras especies del género. Exactamente a la mitad del cuerpo, está dividido en dos colores. La parte trasera es de amarillo brillante y la parte delantera es de gris oscuro, marrón o negruzco. Alcanza hasta 15 cm de longitud

## Fuente
- Chaetodon smithi  Randall, 1975; FishBase.

- Datos: Q2454778